# Arroyo Nhiêu Lộc-Thị Nghè
l'arroyo Nhieu Loc-Thi Nghe (vietnamien : Kênh Nhiêu Lộc - Thị Nghè) est un canal de Hô Chi Minh-Ville au Vietnam,.

## Présentation
Le canal fait 8,7 km de long (anciennement 10 km de long) et traverse les districts Tan Binh, 3e arrondissement, Phu Nhuan et Binh Thanh, 1er arrondissement et au port de Ba Son se jette dans la rivière de Saïgon.
Les deux routes qui longent le canal sont nommées Hoang Sa (rive droite) et Truong Sa (rive gauche).
Le canal est très pollué et des travaux de nettoyage ont été entrepris depuis 2012.

## Aménagement des berges
À partir des années 1960, des populations précarisées s'installent massivement le long des berges du canal Nhiêu Lộc-Thị Nghè. Une nouvelle vague d'installation a lieu dans les années 1980, lorsque des populations envoyées dans les "nouvelles zones économiques" à partir de la réunification du Viêt Nam en 1975 reviennent dans l'espace urbain. Pour contourner le système de permis de résidence vietnamien qui leur interdit de vivre en ville, ces populations s’installent illégalement le long des canaux. Leurs habitations sont autoconstruites, en matériaux végétaux et sur pilotis. Elles occupent plus de 10 kilomètres des berges du canal.
Un projet d'assainissement et de "libération" des berges est lancé en 1993, inscrit plus largement dans le nouveau plan directeur de l'habitat (1995-2000). Il est mis en œuvre par les services de la ville-province de Hô Chi Minh-Ville. Les berges sont intégralement libérées en 2010, ce qui représente le déplacement forcé de 70 000 personnes, dont l'indemnisation varie.
Des travaux de réaménagement sont menés dans les années 2010, conduisant à la construction de voies routières et de promenades piétonnes bordées d'arbres. Ces voies sont devenues des axes structurants pour la desserte du centre de Hô Chi Minh Ville, la ville étant marquée par un déficit d'infrastructures routières.

## Galerie
(octobre 2020).

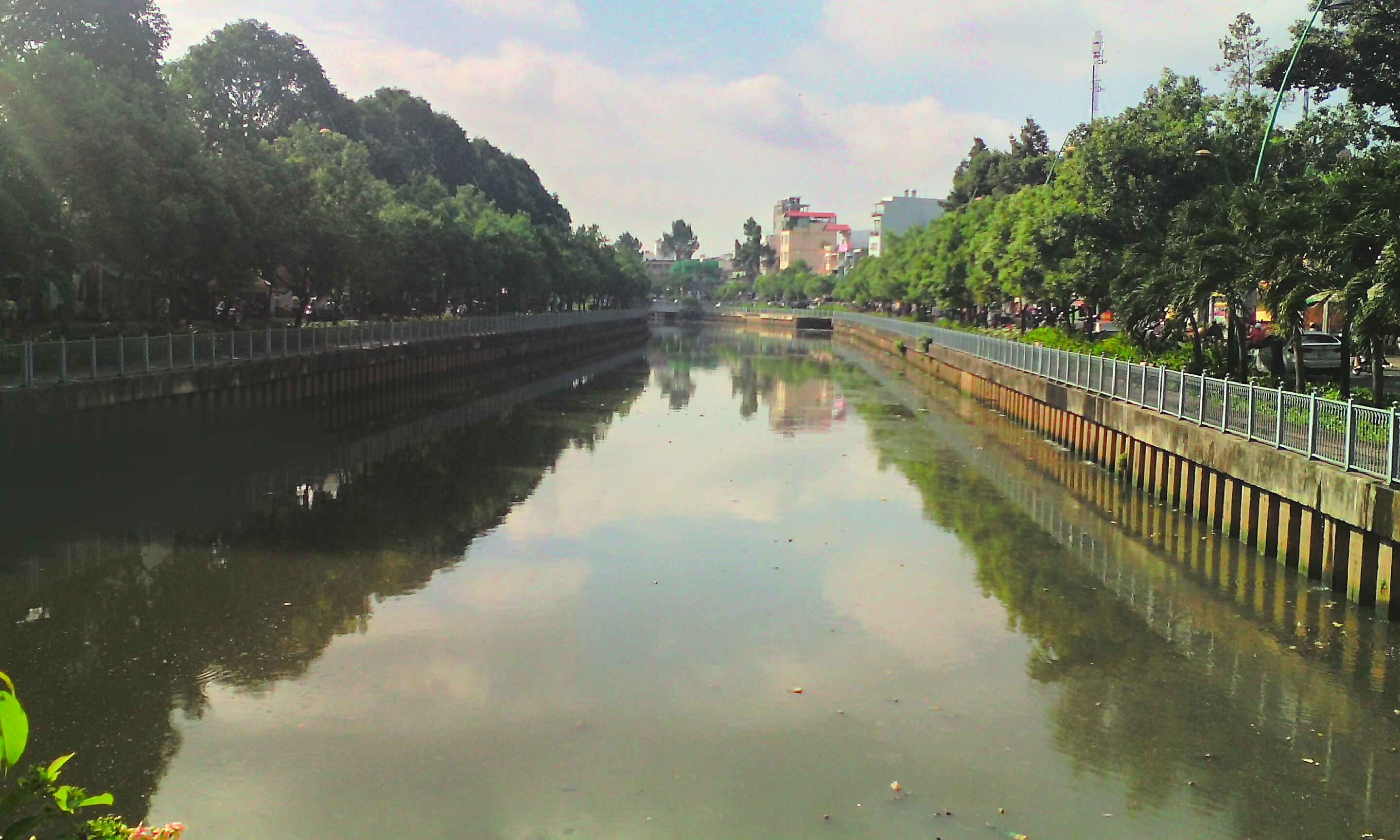
Le canal vu du pont n° 1
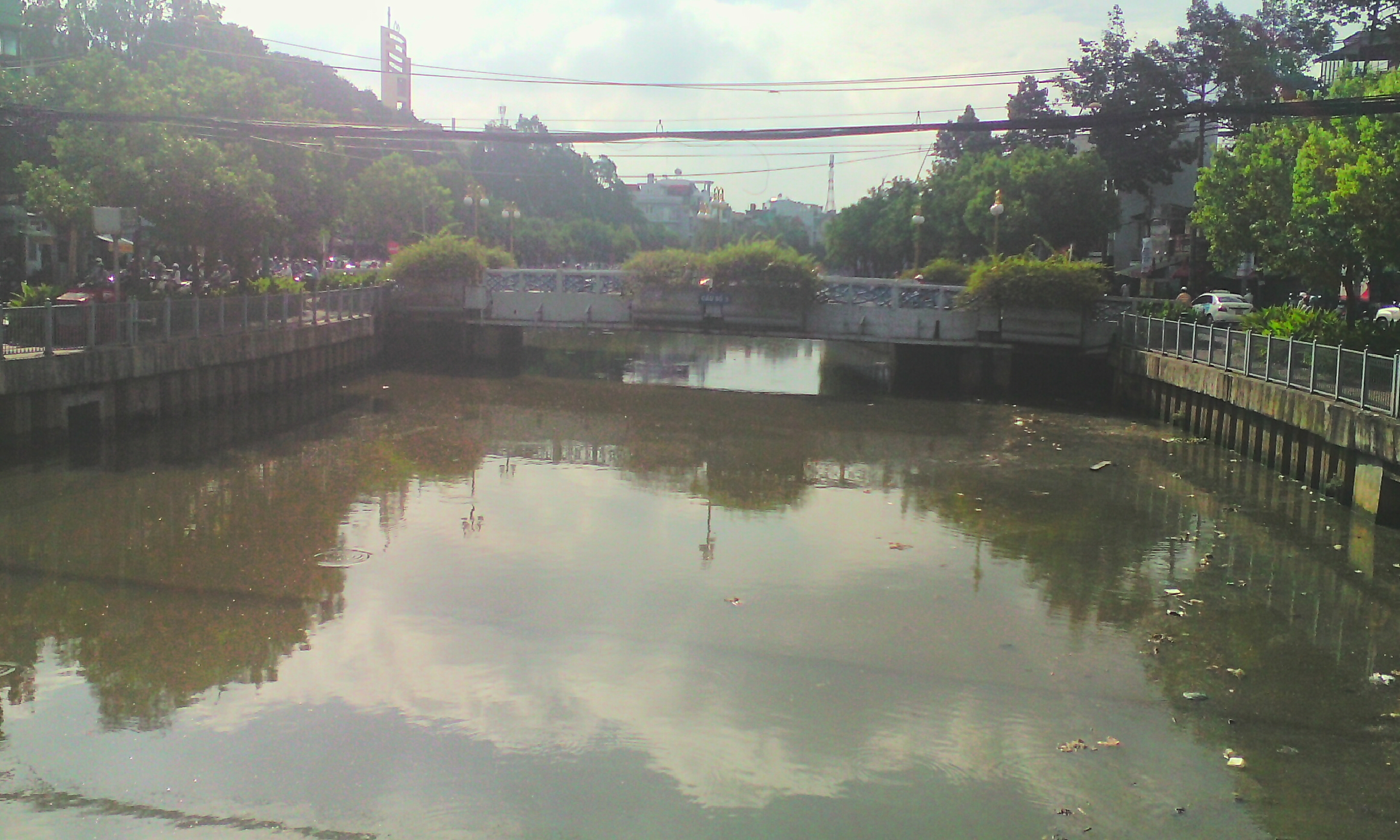
Le canal vu du pont n° 2
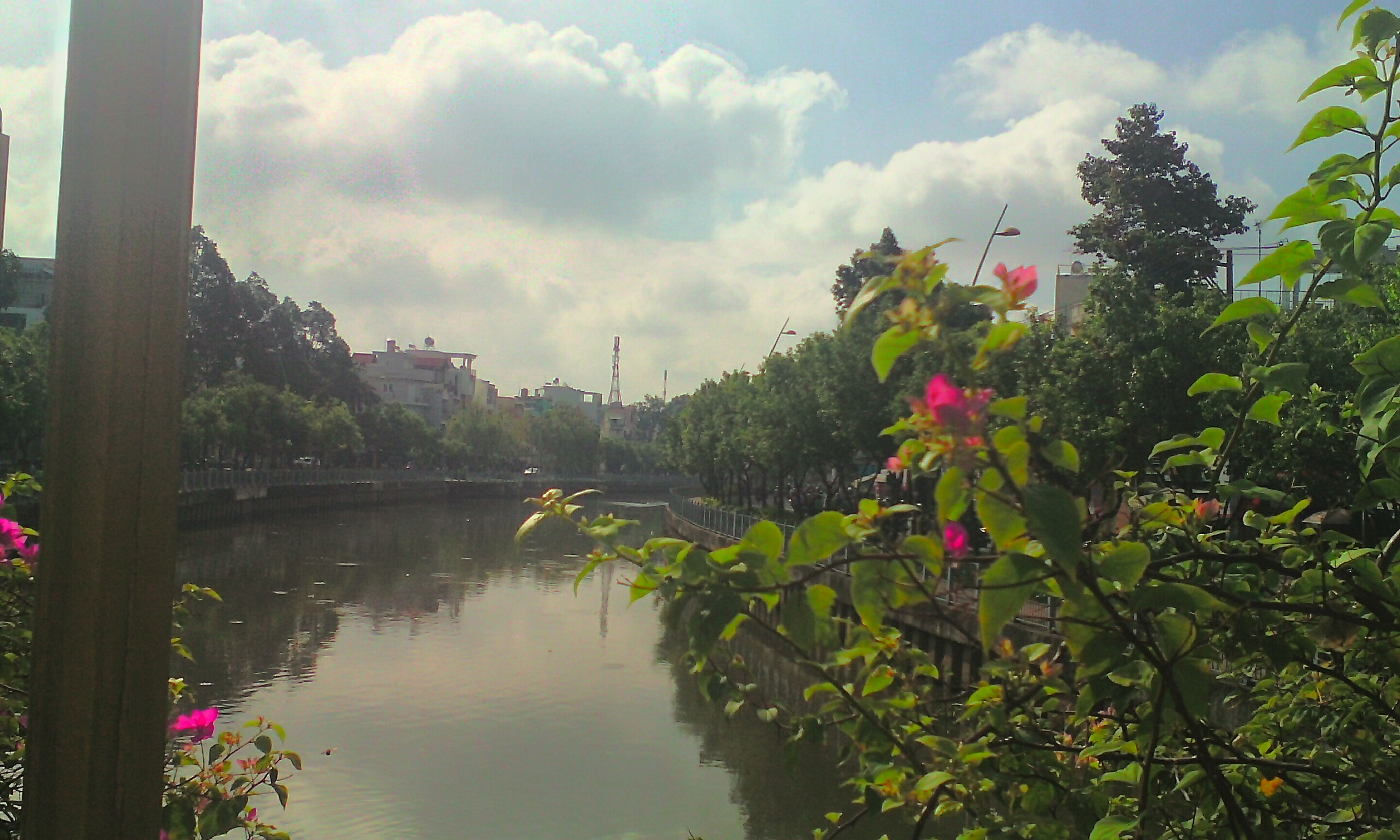
Le canal vu du pont n° 3
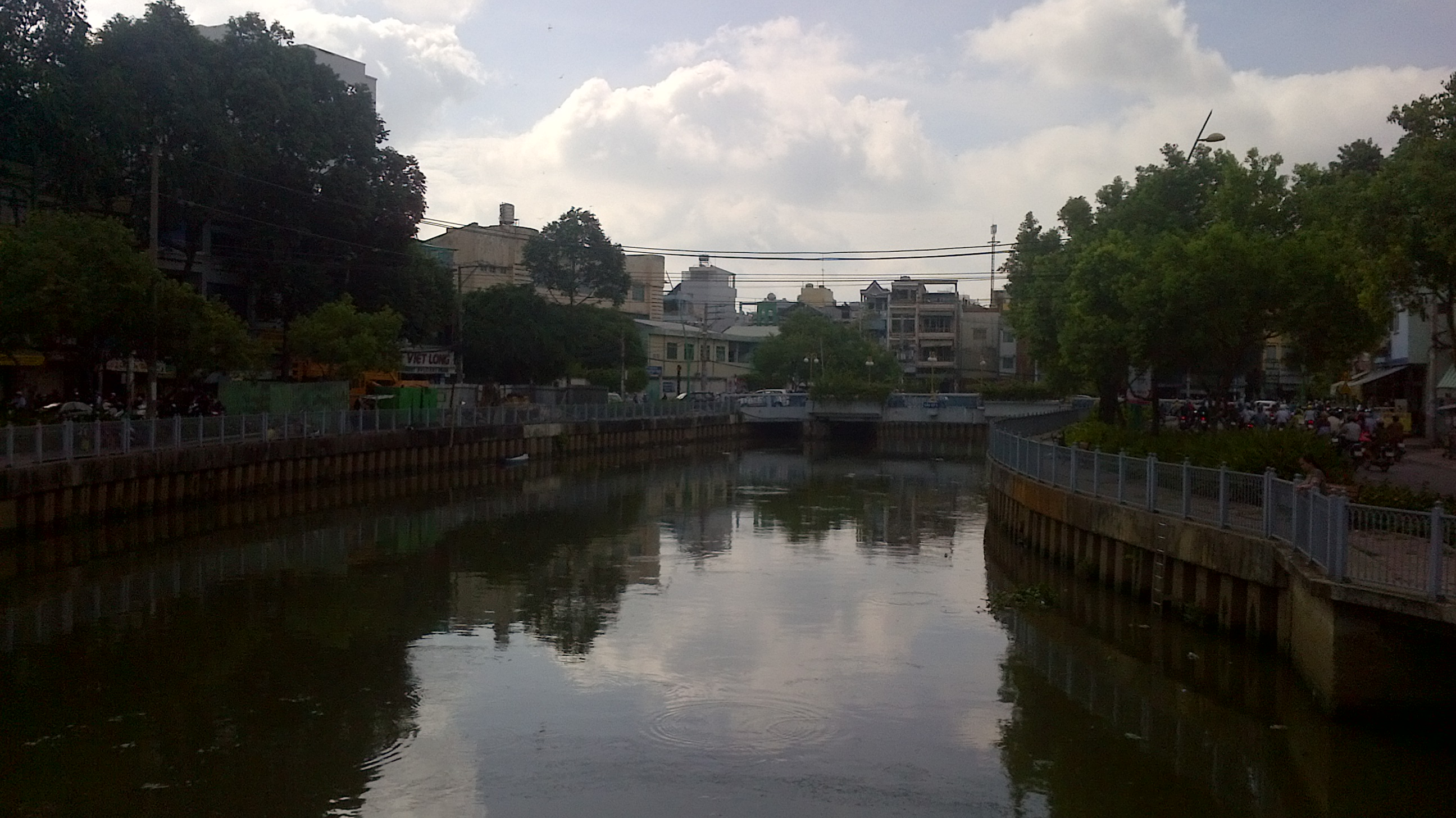
Le canal vu du pont n° 4
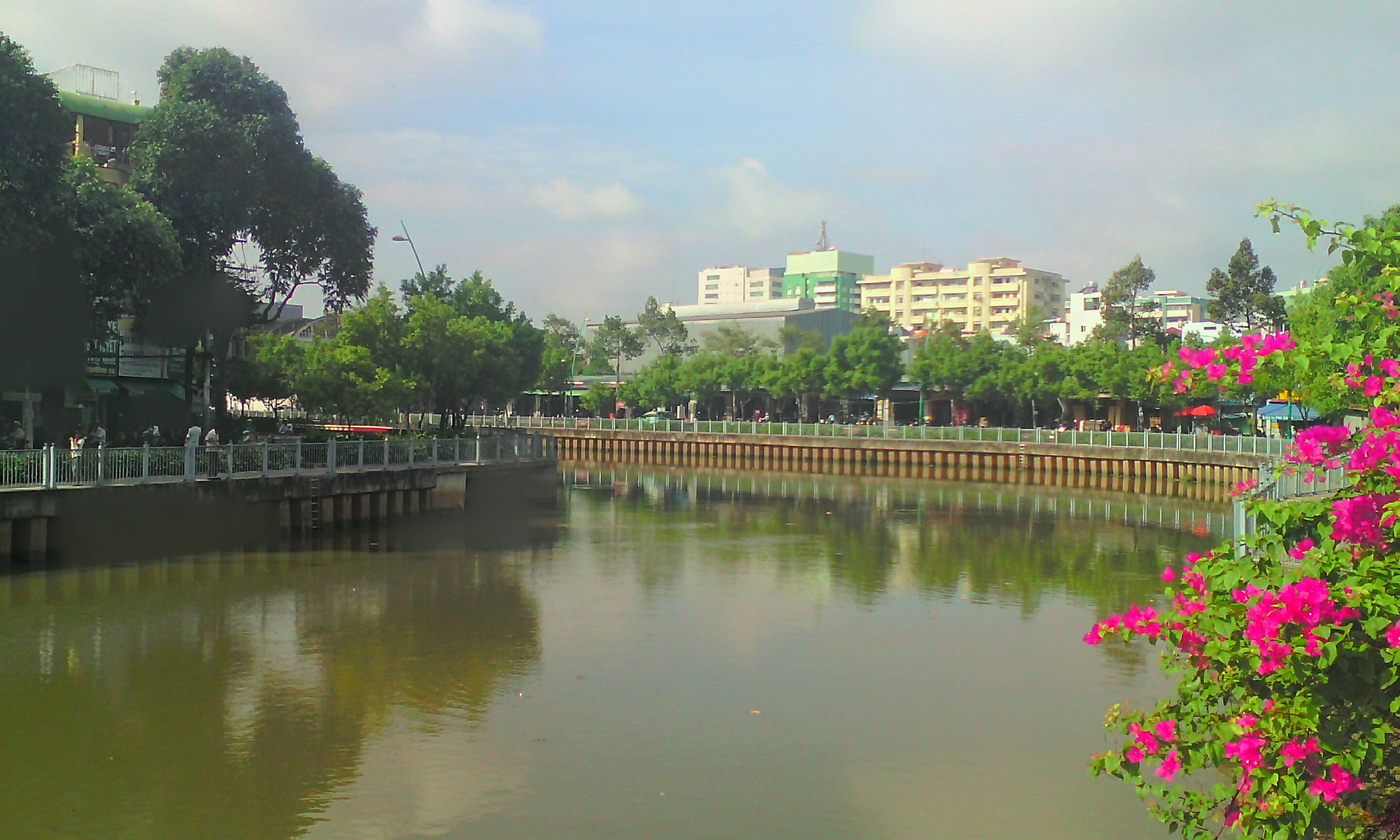
Le canal vu du pont n° 5
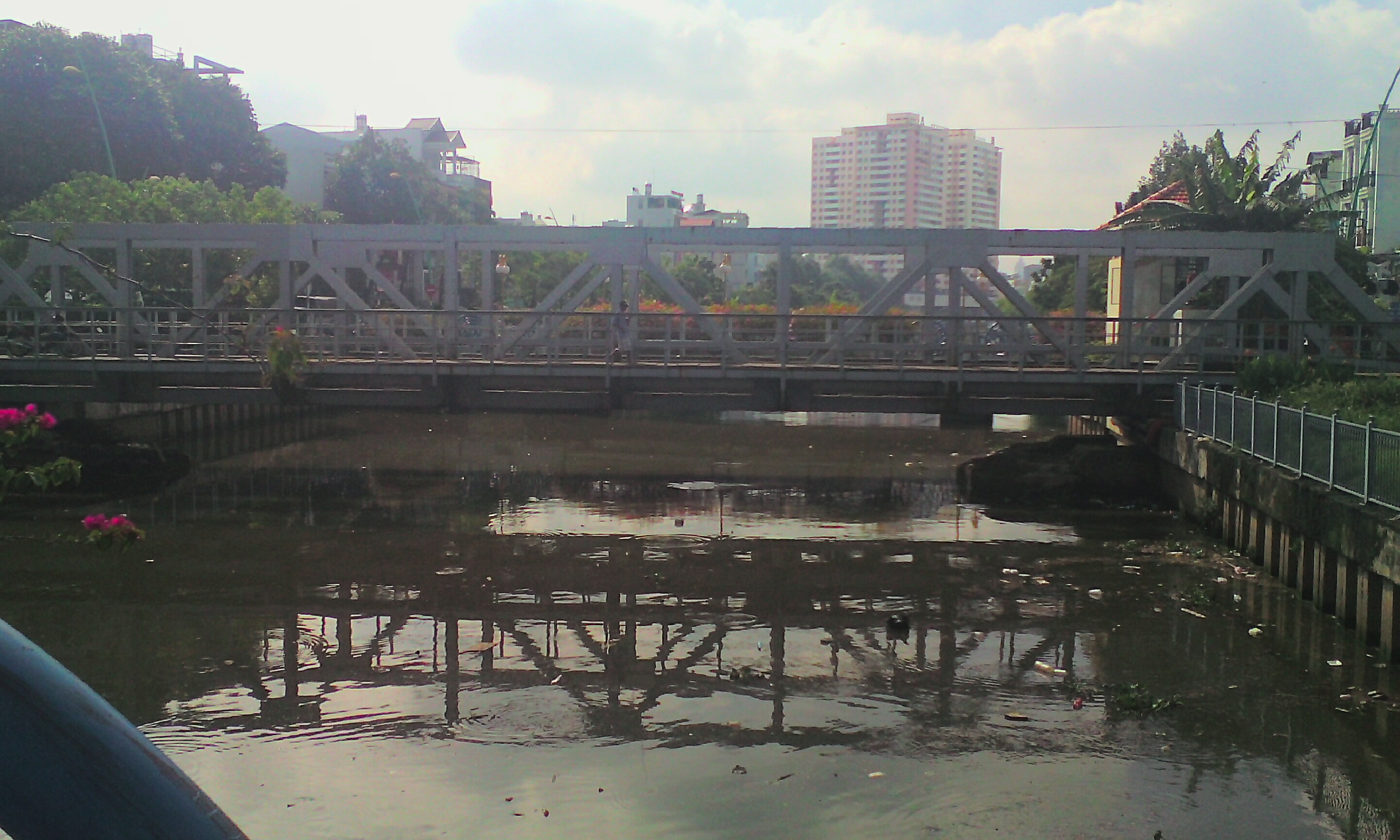
Le canal vu du pont n° 6
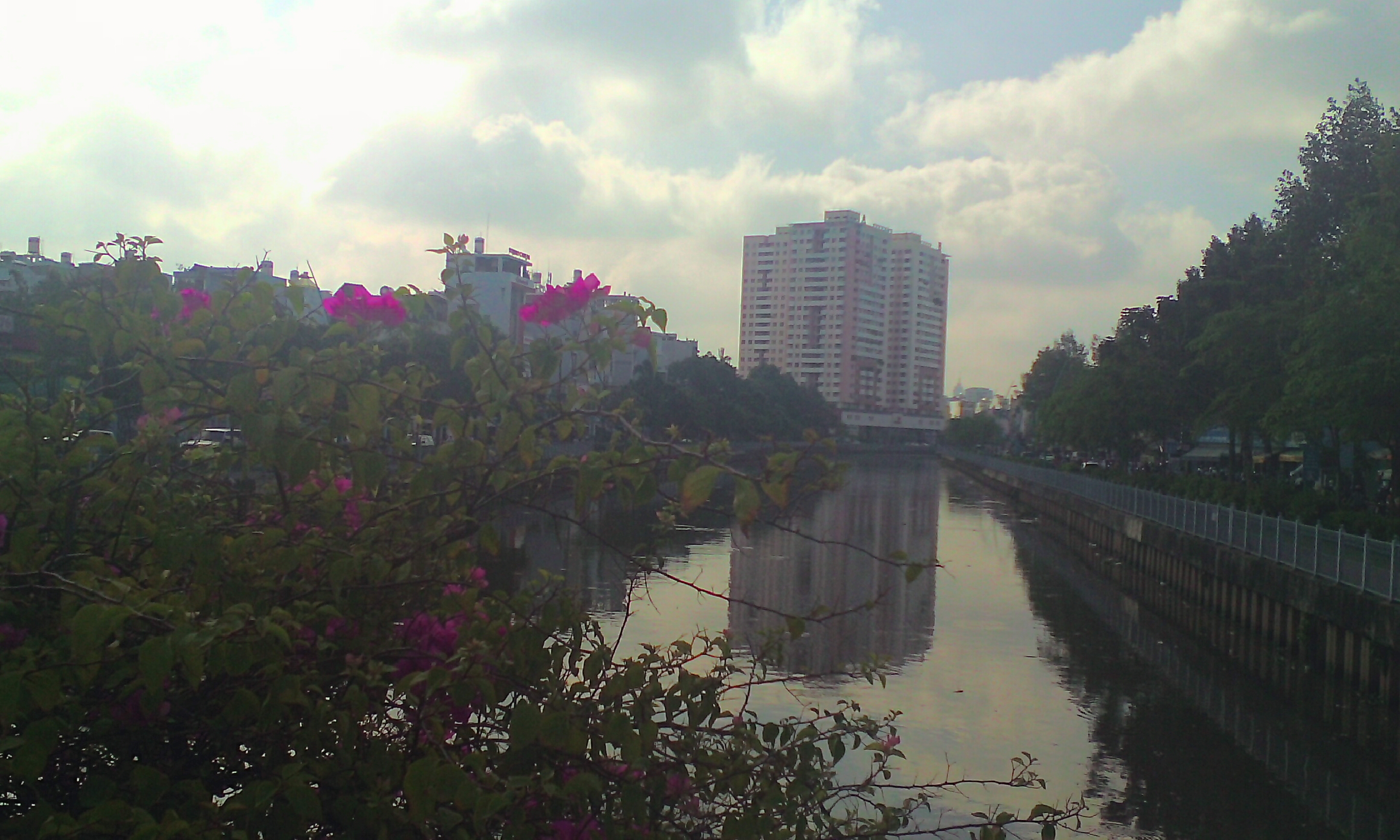
Le canal vu du pont n° 7
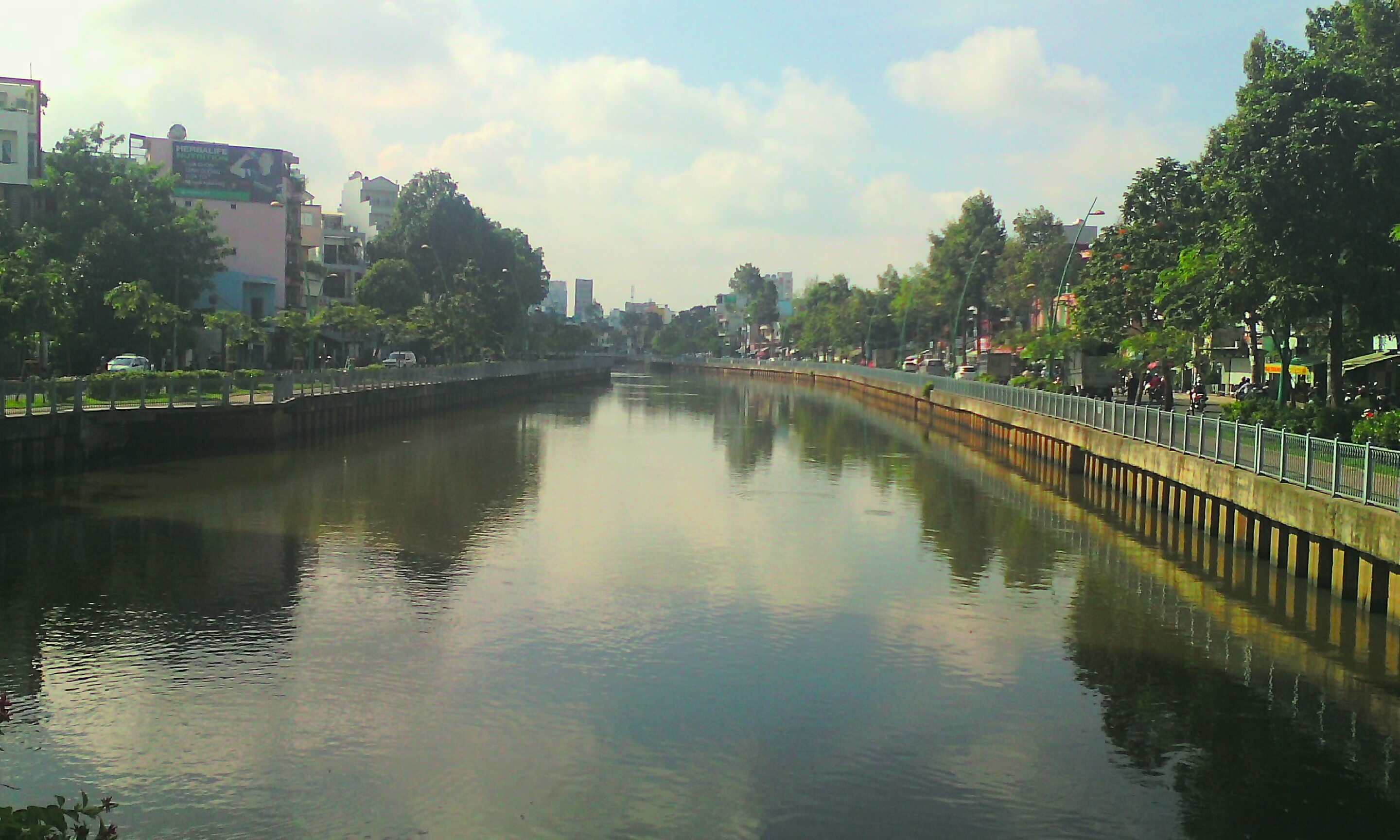
Le canal vu du pont n° 8
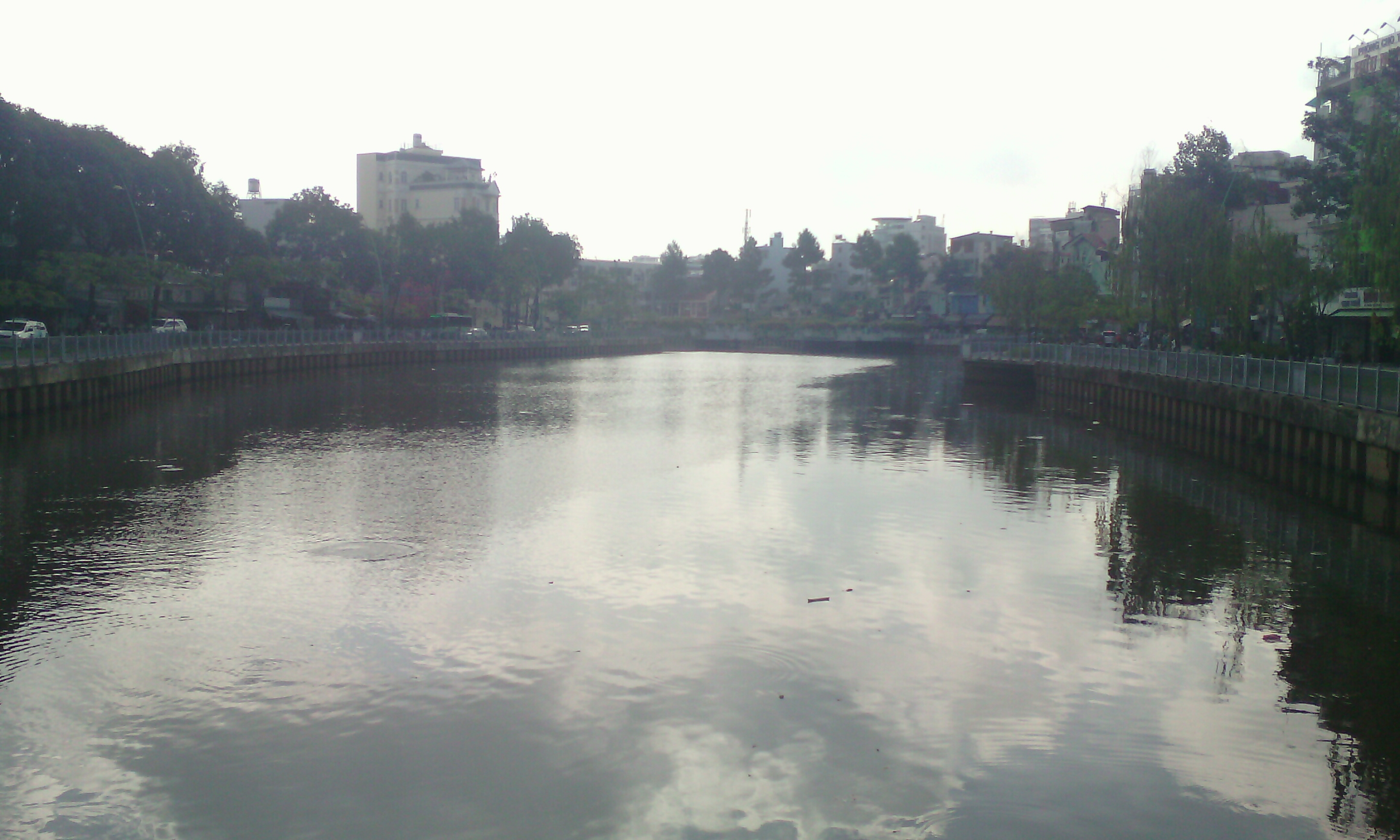
Le canal vu du pont  Trần Quang Diệu
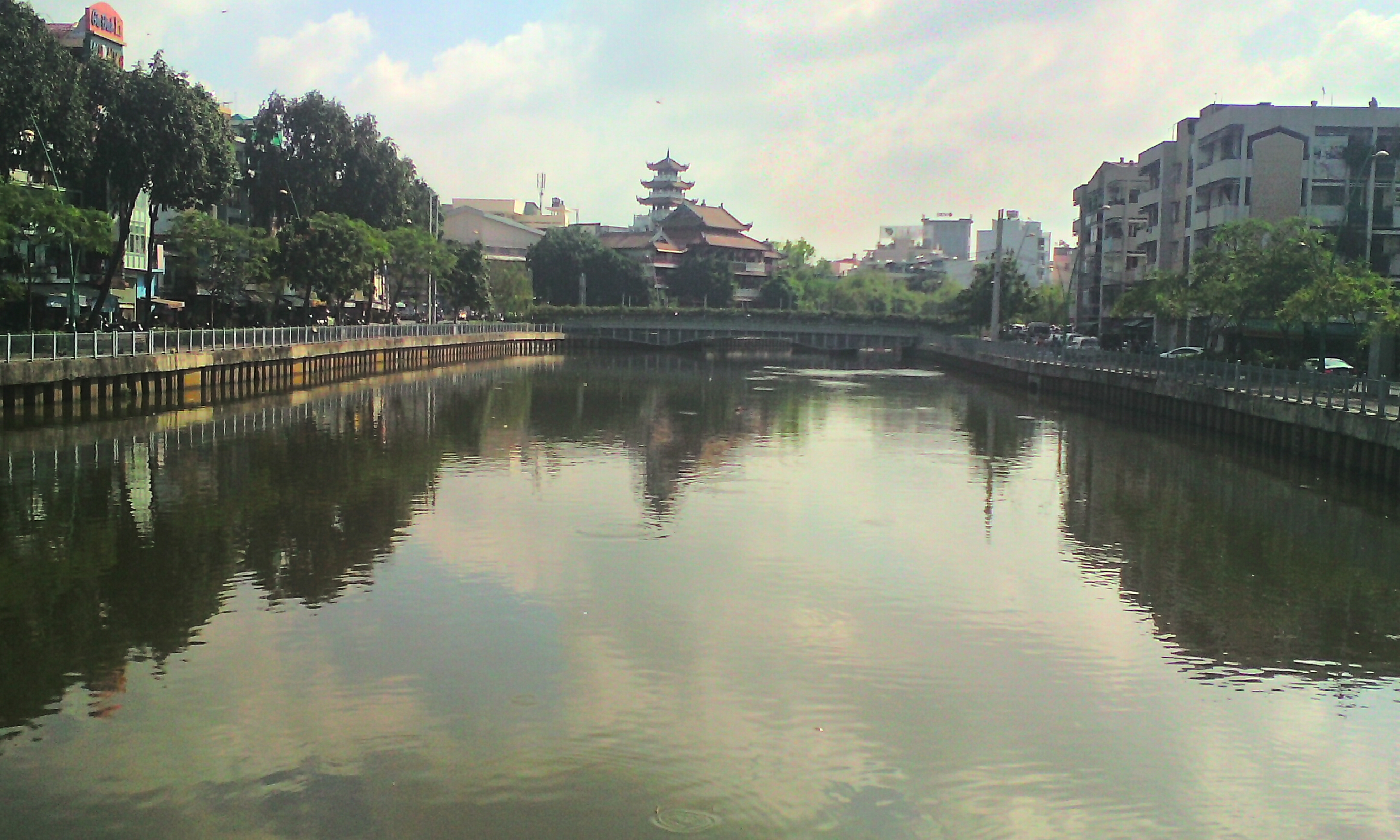
Le canal vu du pont n° 9
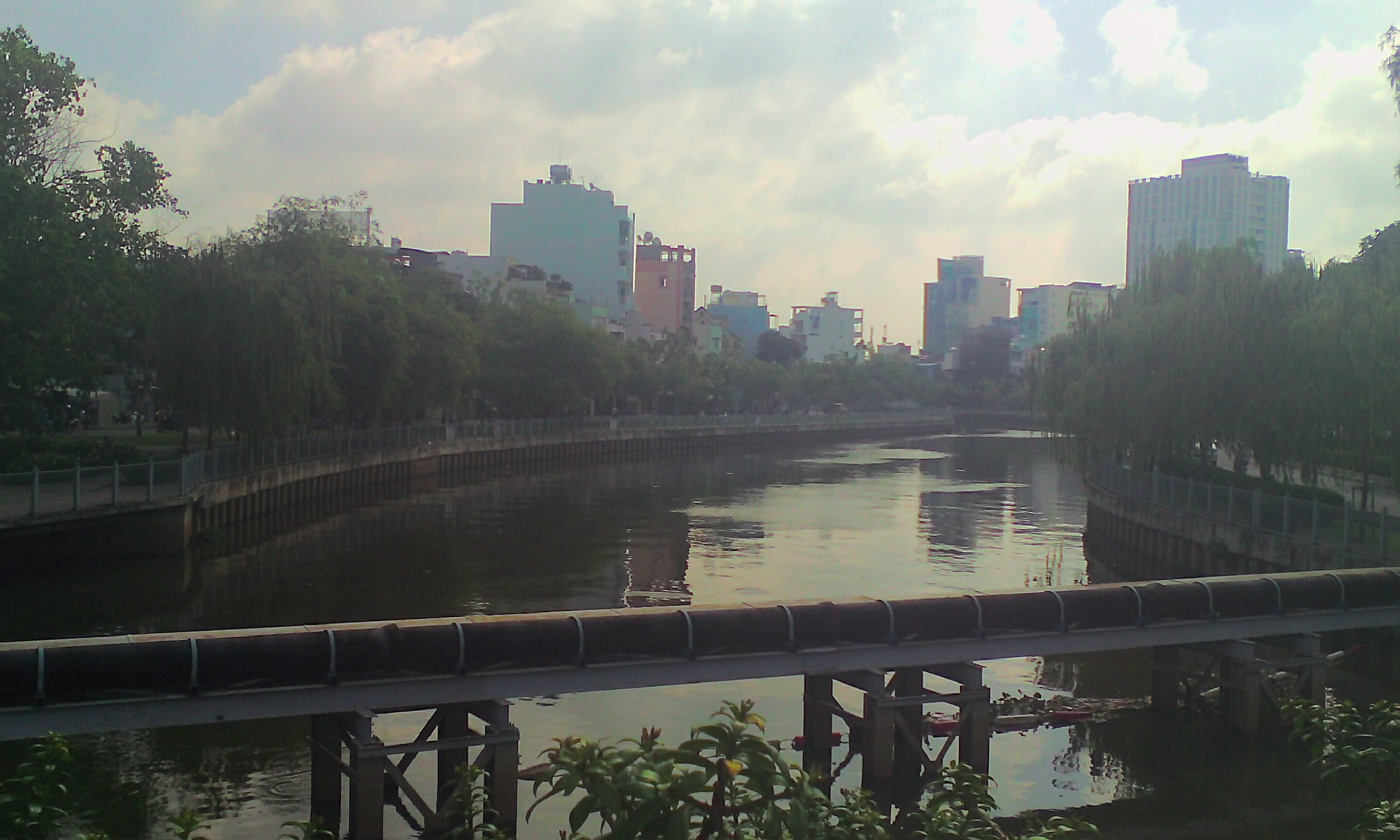
Le canal vu du pont Lê Văn Sĩ
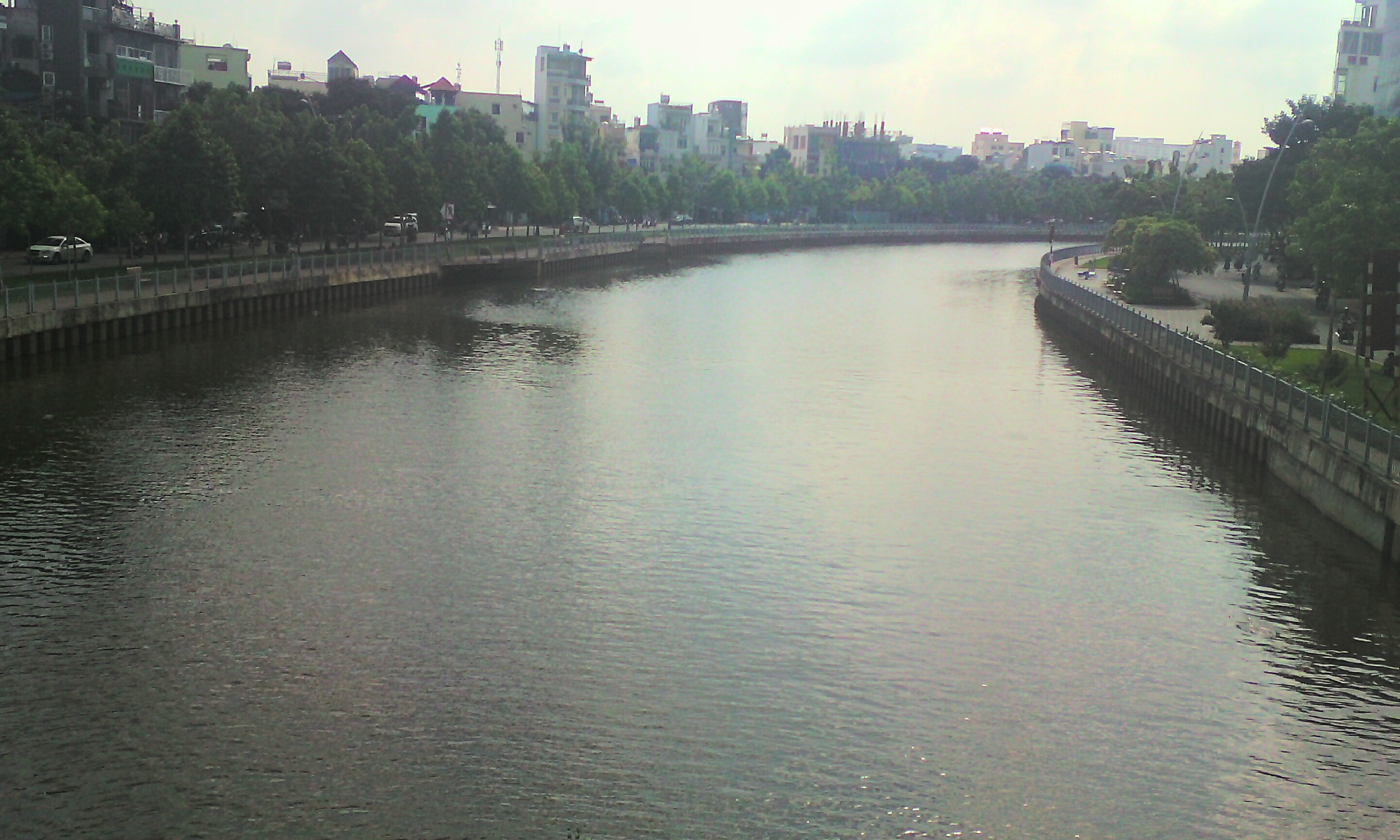
Le canal vu du pont Công Lý
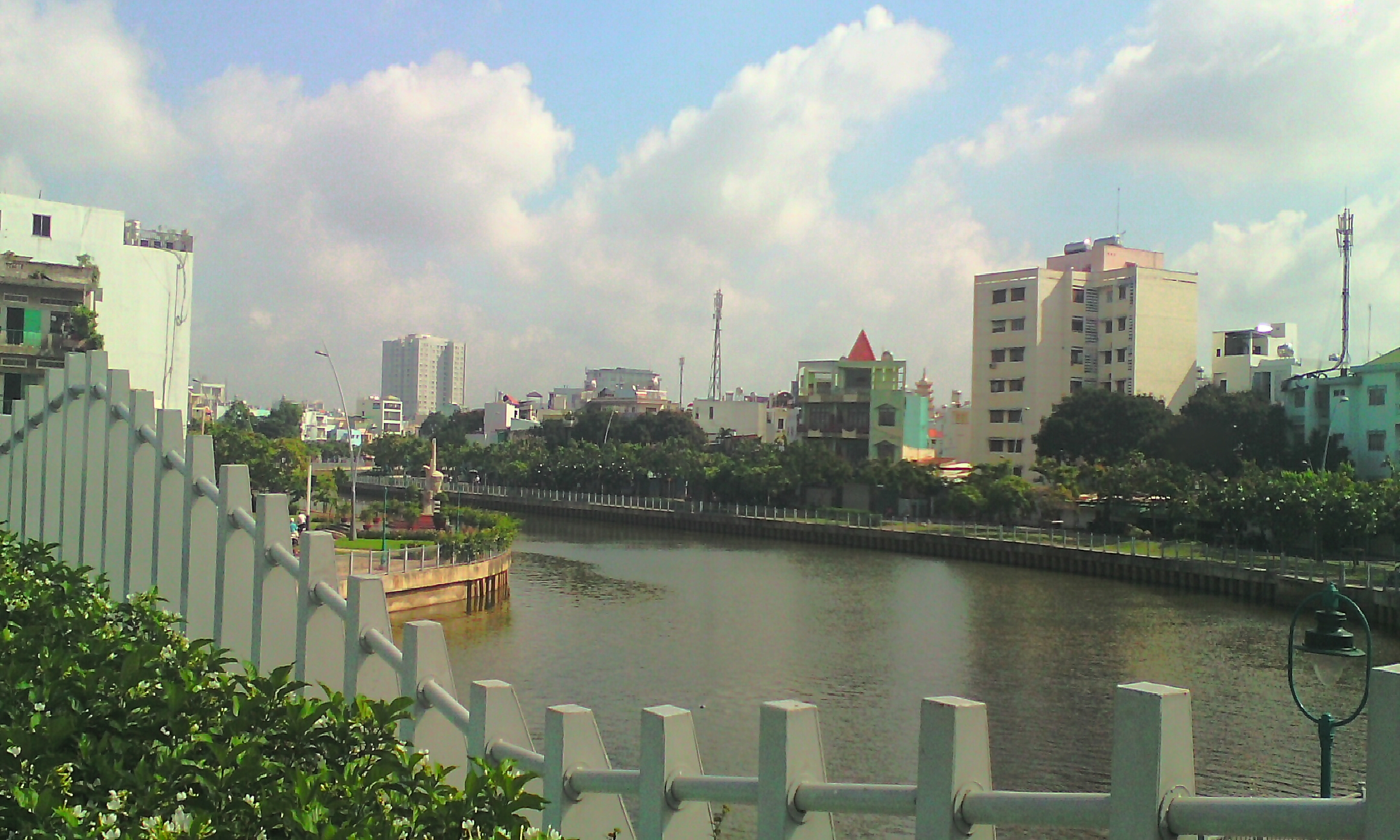
Le canal vu du pont Kiệu
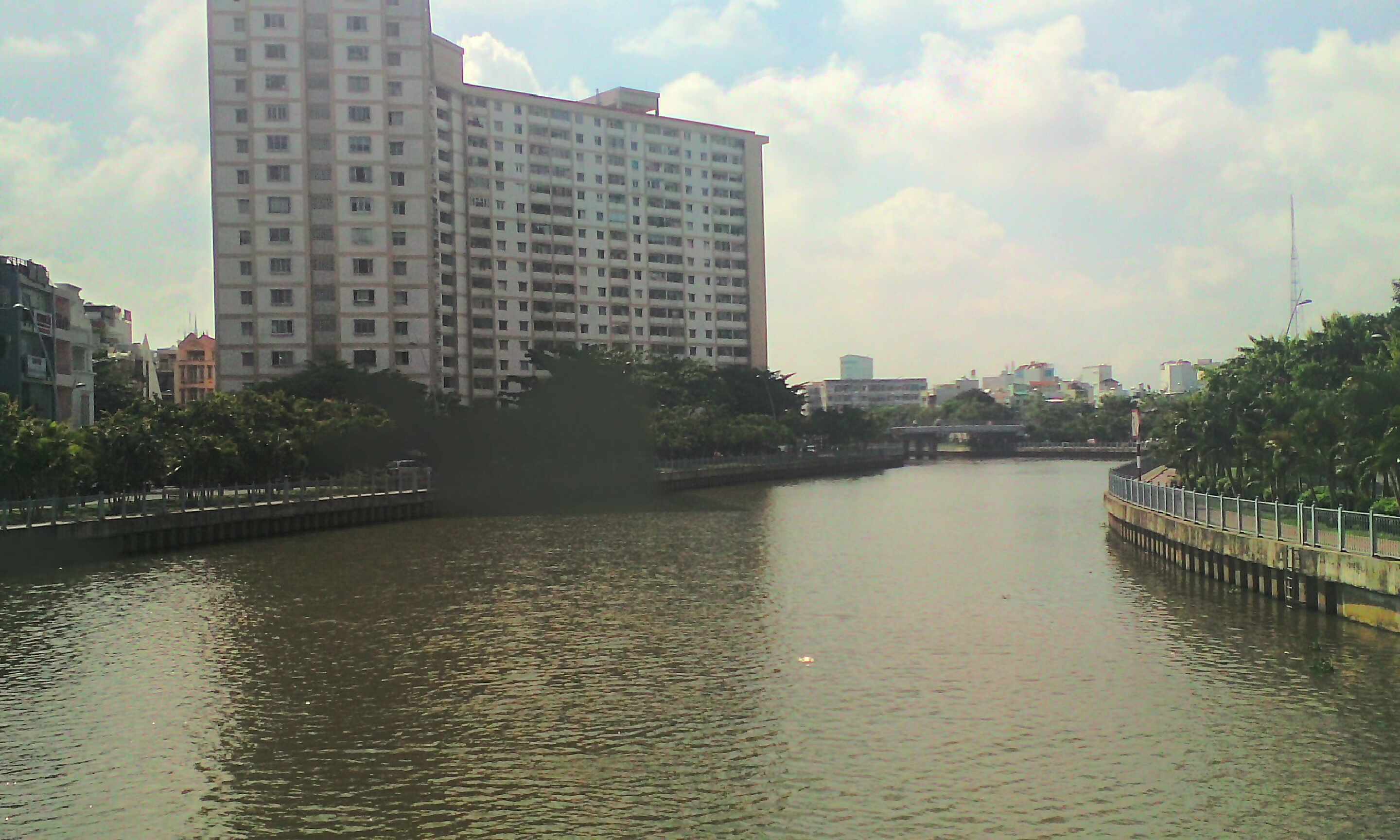
Le canal vu du pont Trần Khánh Dư
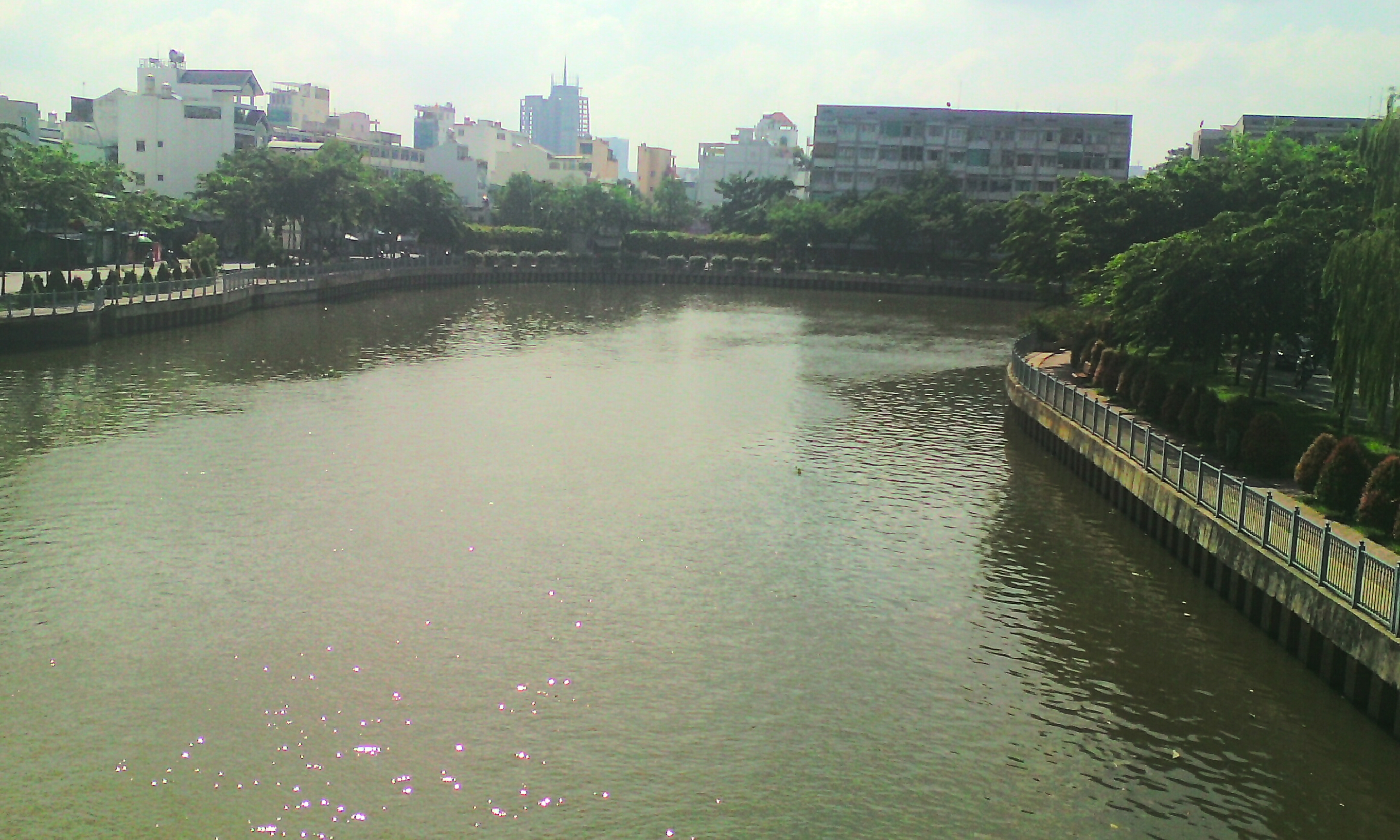
Le canal vu du pont Hoàng Hoa Thám
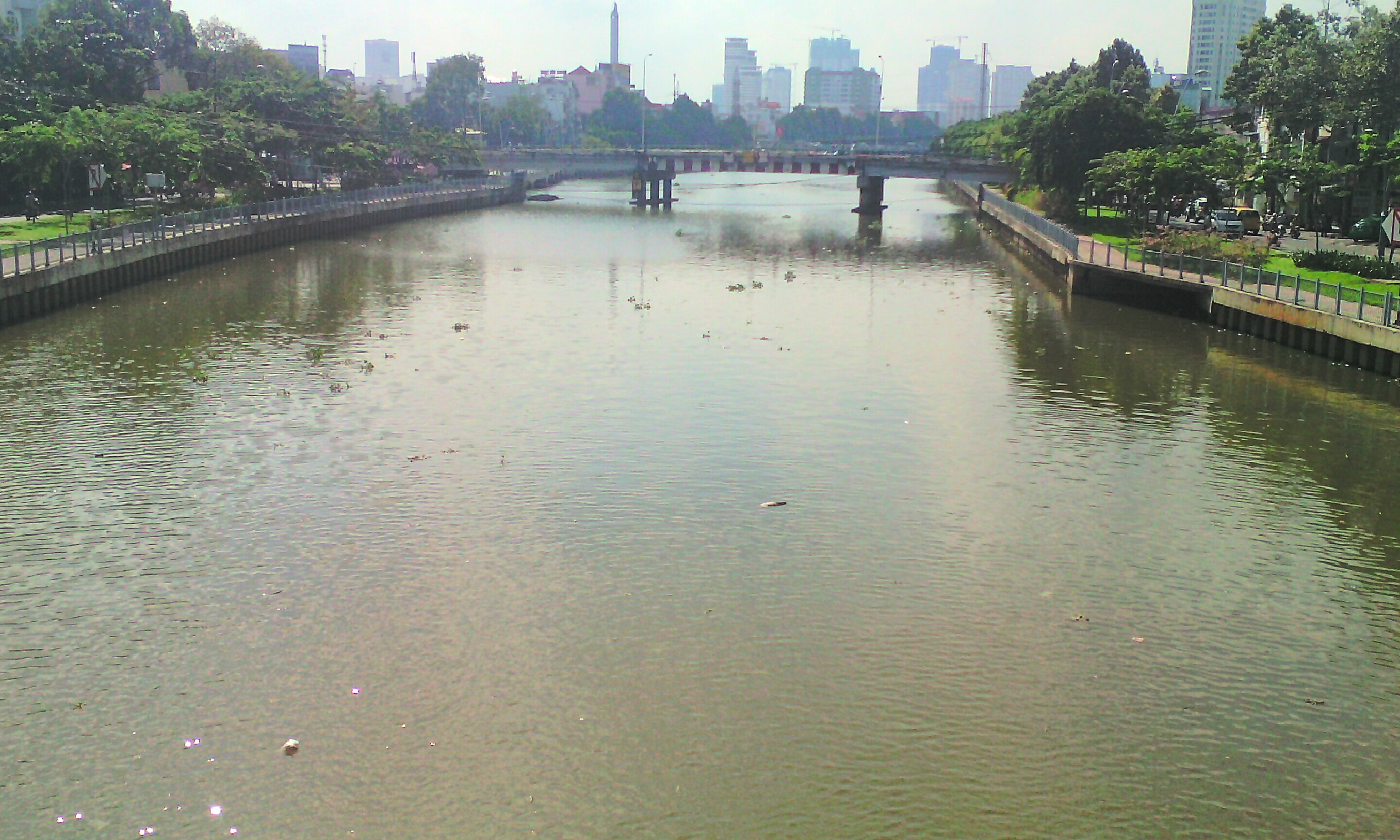
Le canal vu du pont Bông
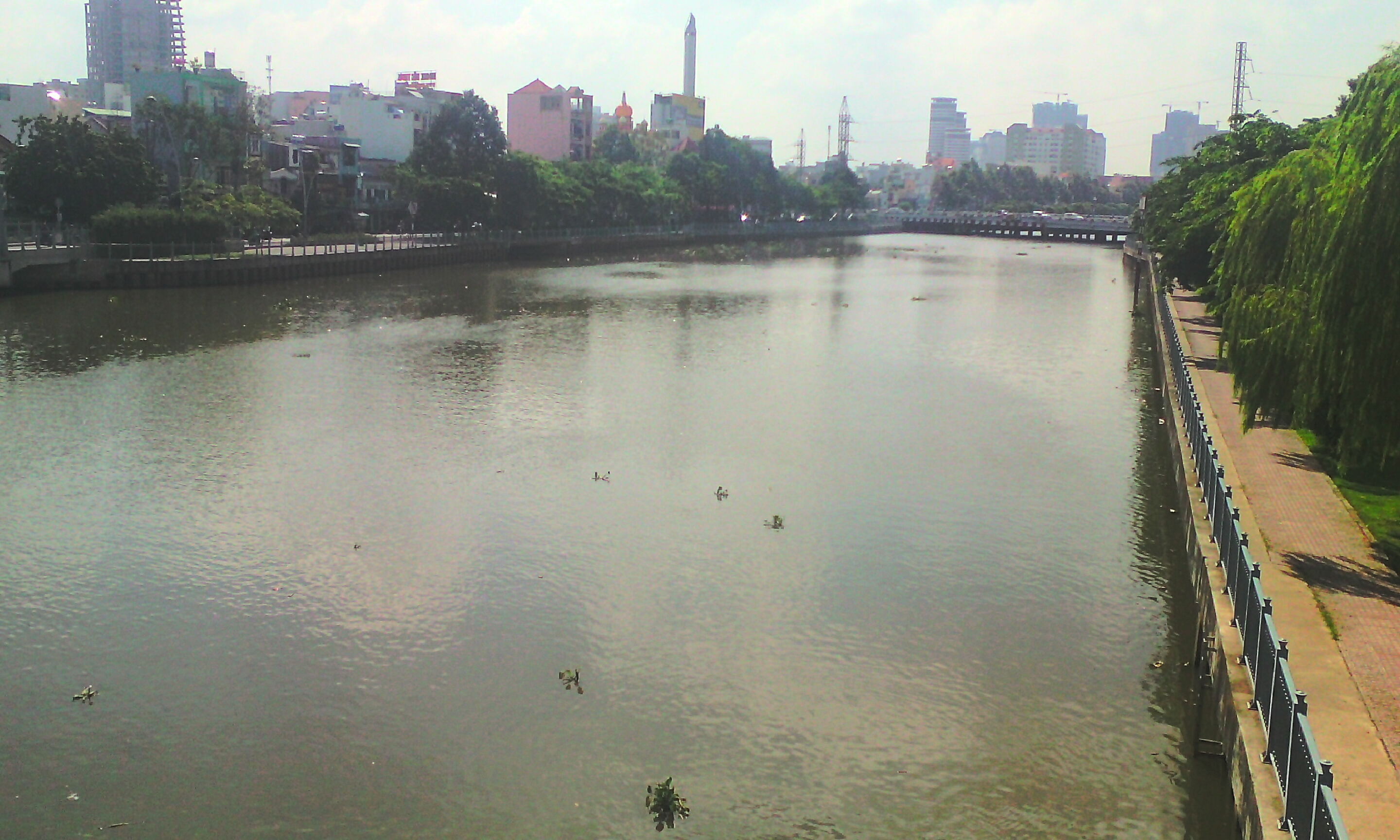
Le canal vu du pont Bùi Hữu Nghĩa
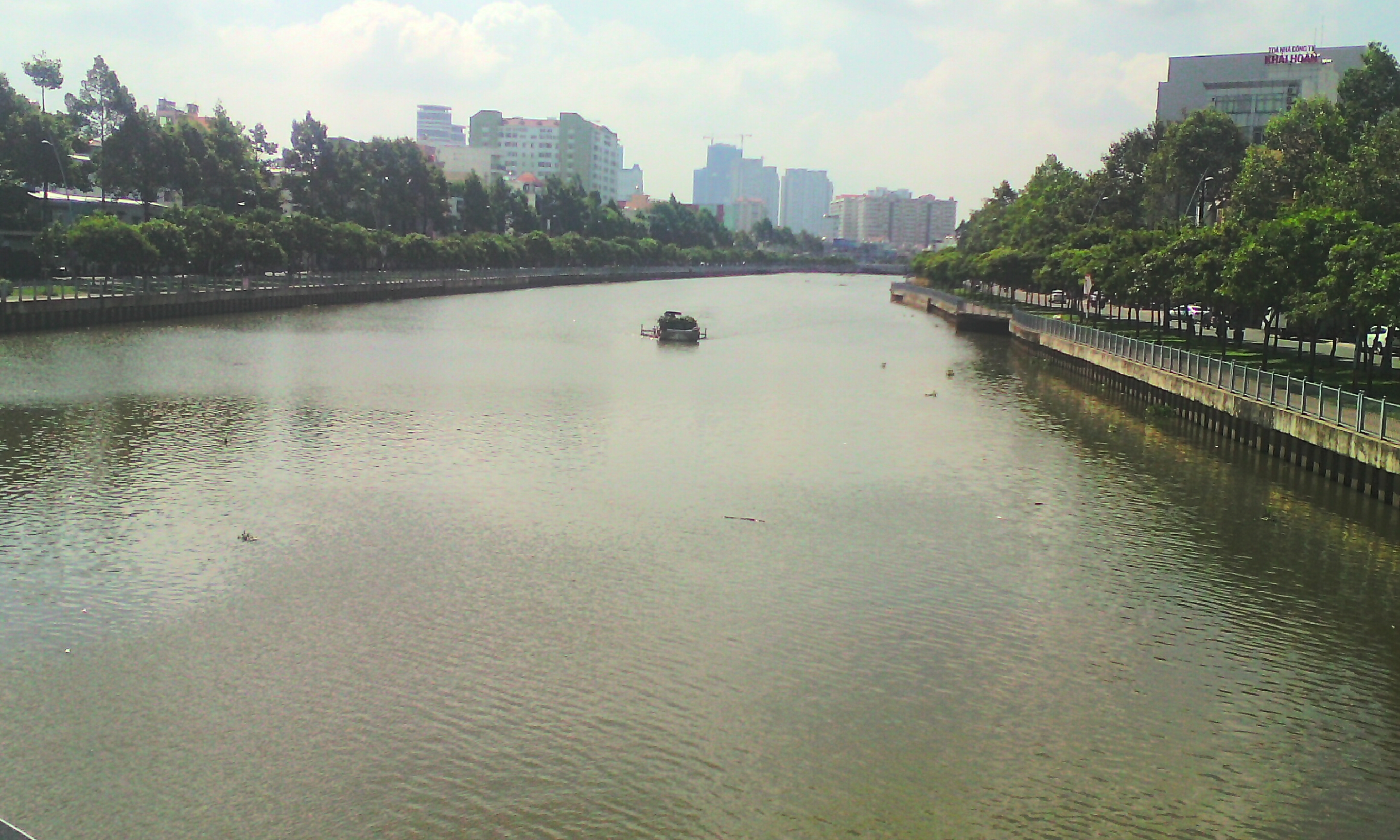
Le canal vu du pont Điện Biên Phủ
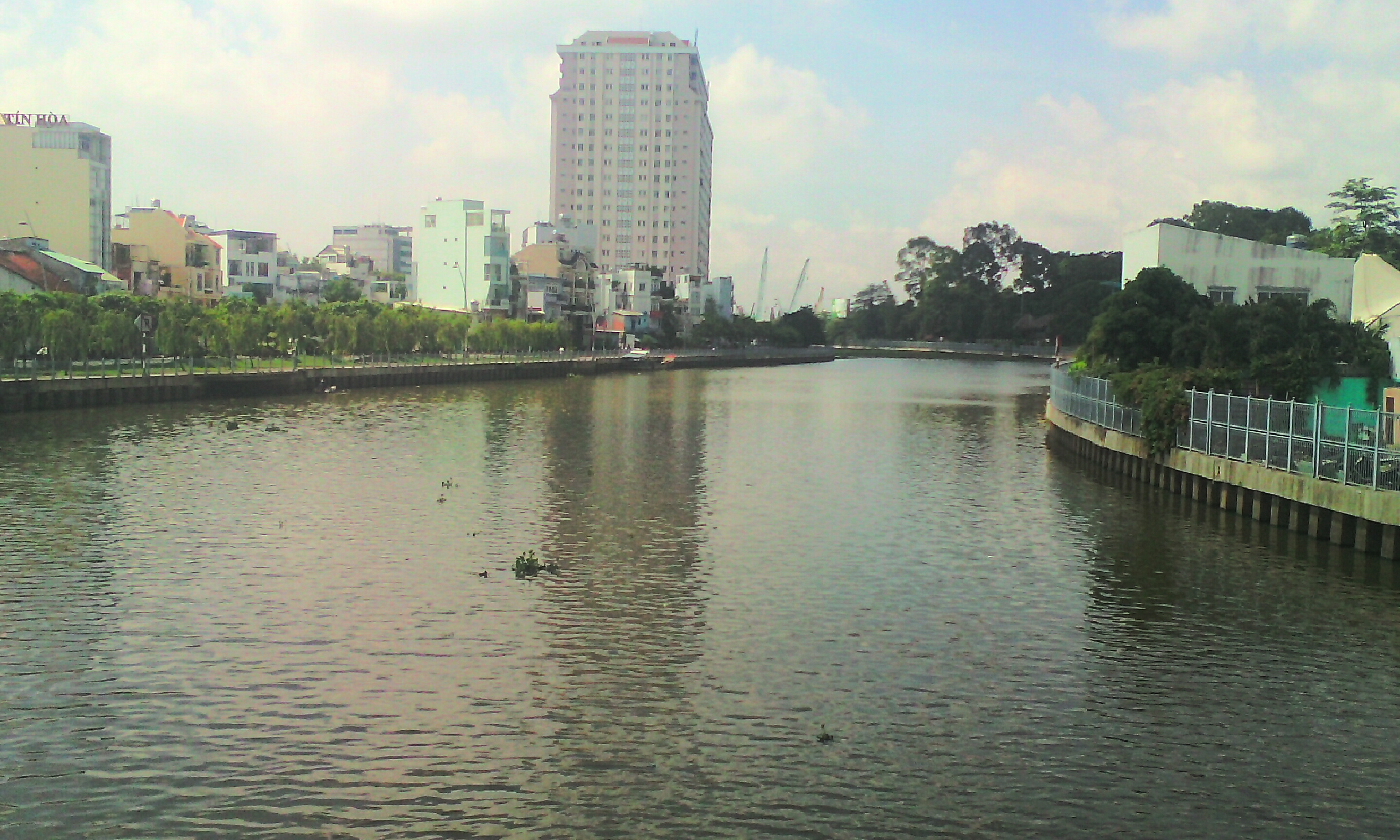
Le canal vu du pont Thị Nghè
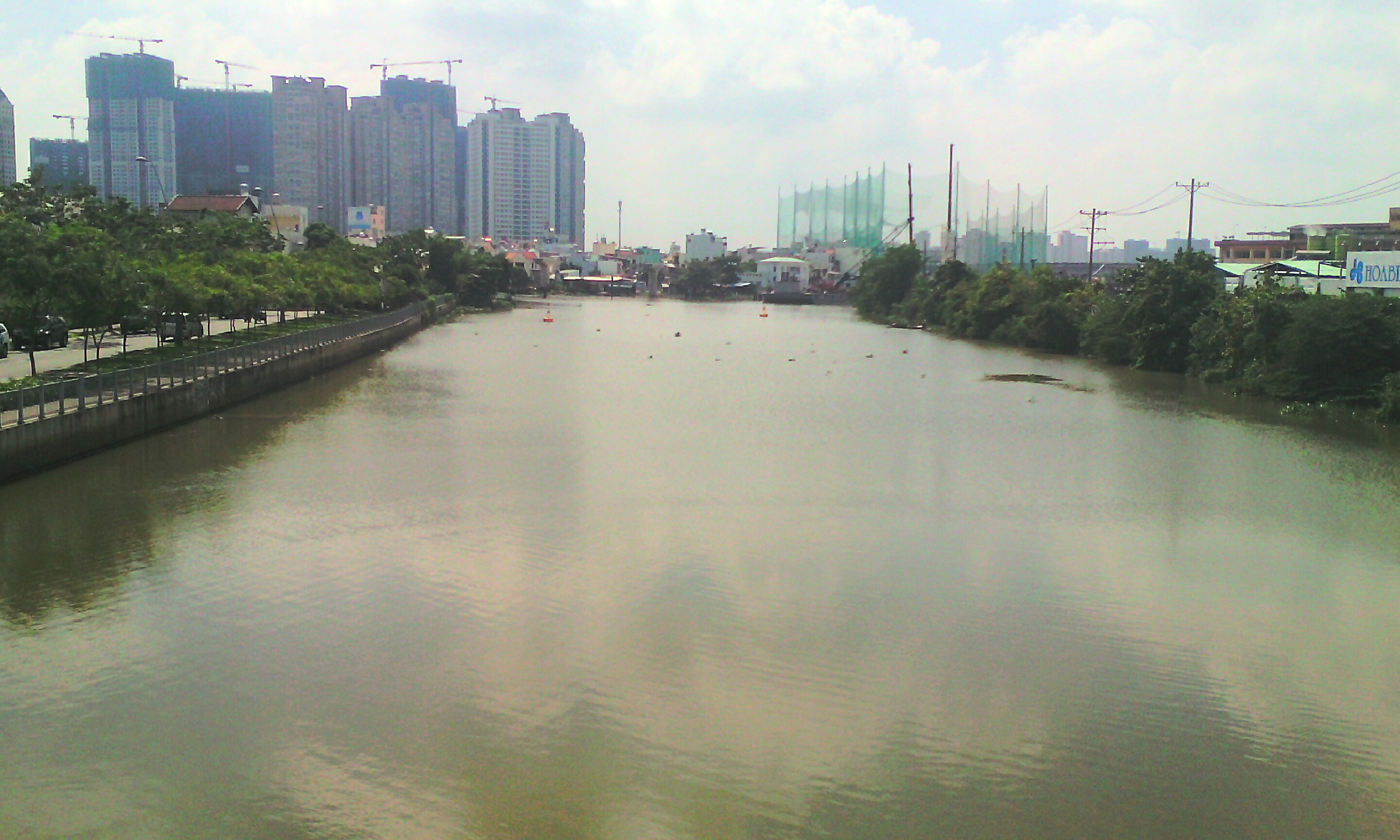
Le canal vu du pont Thị Nghè 2